# جيمس داي هودجسون
جيمس يوم هودجسون (بالإنجليزية: James Day Hodgson) (و. 1915 – 2012 م) هو ضابط، ودبلوماسي من الولايات المتحدة الأمريكية ولد في داوسون.
تولى منصب سفراء الولايات المتحدة الأمريكية في اليابان .وهو عضو في الحزب الجمهوري .

## التعليم
تعلم في جامعة مينيسوتا، وجامعة كاليفورنيا، لوس أنجلوس.

## مناصب وهيئات
أدار جامعة كاليفورنيا، لوس أنجلوس.

## روابط خارجية
- جيمس داي هودجسون على موقع مونزينجر (الألمانية)
- جيمس داي هودجسون على موقع إن إن دي بي (الإنجليزية)